# 大徳ジャンクション
大徳ジャンクション（テドクジャンクション）は大韓民国全羅南道潭陽郡にある湖南高速道路（25号線）と高敞潭陽高速道路（253号線）を結ぶジャンクションである。昌平（チャンピョン）IC方向からの進入、進出はできない。

## 接続する路線

### 順天方面
- 湖南高速道路（7番）

### 長城方面
- 高敞潭陽高速道路（7番）

## 隣
湖南高速道路
(6) 玉果IC - (7) 大徳JCT - (8) 昌平IC
高敞潭陽高速道路
(6) 潭陽JCT - (7) 大徳JCT